# Heinz Kuntze-Just
Heinz Kuntze-Just, eigentlich August Wilhelm Heinz Kuntze, (* 29. August 1913 in Ostrau, Landkreis Zeitz; † 10. Februar 1980) war ein deutscher Autor, Journalist, Drehbuchautor und Fernsehproduzent.

## Leben und Wirken
Der Lehrersohn hatte nach dem Abschluss am Gymnasium kurzzeitig Literaturgeschichte und Kunstgeschichte in Leipzig und Wien studiert, ehe er 1934–35 in die Dienste des Scherl-Verlags trat. 1936 stieß Kuntze-Just zum Film und war die folgenden sechs Jahre in der Presseabteilung der Produktionsfirmen Terra und Tobis tätig. Nach seinem Wehrdienst versuchte sich Kuntze-Just 1945 kurzzeitig als Zeitungsverleger in Jena und übernahm im selben Jahr die Leitung der kurzlebigen Thüringen-Filmproduktion. Von 1946 bis 1948 wirkte er als politischer Korrespondent, ehe er sich 1948 an der Gründung der Fachpublikation Filmpress beteiligte und dort auch als Redakteur arbeitete. Im Jahr darauf gründete Heinz Kuntze-Just in Hamburg die Neue Deutsche Wochenschau, deren Chefredakteur er bis 1952 blieb.
Ebenfalls in der Hansestadt wirkte er 1952 bis 1955 in derselben Position bei Welt im Bild. Zu dieser Zeit begann der Ostdeutsche auch erstmals aktiv für den Film (Begleittexte zu Hans Domnicks Dokumentation Der goldene Garten) zu arbeiten. 1955 nahm Kuntze-Just einen erneuten Berufswechsel vor und wurde Chefredakteur der Filmillustrierten Star-Revue. Bis zum Ende des Jahrzehnts wirkte er aber auch erneut als Filmtexter zu zentralern deutschen Dokumentarfilmen, darunter Bernhard Grzimeks Kein Platz für wilde Tiere und Domnicks umfassender, zweiteiliger Reisefilm Panamericana – Traumstraße der Welt, für den Kuntze-Just die Begleittexte schrieb. Etwa zeitgleich verfasste der Autor die Liedtexte zum Spielfilm Meine 99 Bräute.
Mit Beginn der 1960er wechselte Heinz Kuntze-Just zum Fernsehen und begann für dieses Medium im Auftrag der Tele-Universal Film- und Fernsehproduktion GmbH (Hamburg) eine Reihe von Filmen zu produzieren. Dabei kam es zu Kooperationen mit führenden Regisseuren jener Zeit, darunter Georg Tressler, Helmuth Ashley und Wolfgang Staudte. Besondere Aufmerksamkeit erlangten ambitionierte, zeitgeschichtliche Stoffe, die Ereignisse der jüngeren deutschen Geschichte aufzuarbeiten suchten, darunter Widerstand, Flucht und Ende, Nationalkomitee “Freies Deutschland” und Kim Philby war der dritte Mann, scheute aber zuletzt auch nicht vor der Herstellung konventioneller Fernsehkrimis wie Nerze nachts am Straßenrand. 1970 bzw. 1972 inszenierte er zwei Schauspielerporträts über Inge Meysel und Curd Jürgens. In seinen letzten zehn Lebensjahren belieferte Kuntze-Just vor allem die beliebte Gerichtsreihe Ehen vor Gericht (insgesamt 19 Folgen) mit seinen Drehbüchern.

## Filmografie
Als Fernsehproduzent, wenn nicht anders angegeben:
- 1963: Der Fall Krantz
- 1964: Der Fall Calmette
- 1964: Widerstand, Flucht und Ende
- 1966: Das Millionending
- 1968: Nationalkomitee “Freies Deutschland”
- 1969: Kim Philby war der dritte Mann
- 1970: Auftrag: Mord!
- 1970: Millionen nach Maß
- 1973: Nerze nachts am Straßenrand
- 1975: Kleine Bank mit schlechten Noten
- 1976: Das Fräulein von Scuderi
- 1980: Grüße aus Bad Walden